# Орден короля Петара Крешимира IV
Орден Короля Петара Крешимира IV (хорв. Velered kralja Petra Krešimira IV), повна назва — «Великий Орден Короля Петара Крешимира IV зі стрічкою та Великою Даницею» (хорв. хорв. Velered kralja Petra Krešimira IV. S lentom i Danicom) — третя за рангом державна нагорода Республіки Хорватія.

## Положення про орден
Вручається державним чиновникам високого рангу, закордонним офіційним особам і вищим військовим чиновникам за внесок у міжнародну репутацію і статус Республіки Хорватія, великий внесок у незалежність, цілісність і розвиток Республіки Хорватія, сприяння розвитку відносин між Хорватією і хорватським народом і іншими країнами і народами, винятковий внесок у розвиток хорватських збройних сил і конкретні досягнення у сфері керівництва та командування хорватськими збройними силами.
Орден має тільки один ступінь. Названий на честь короля Петара Крешимира IV.

## Нагороджені
- Яап де Гооп Схеффер (5 лютого 2009)[1]
- Джордж Робертсон (1 грудня 2003)[2]
- Мартін Шпеґель (24 травня 2000)[3]
- Антон Тус (24 травня 2000)[3]
- Влатко Павлетич (27 травня 1997)[4]
- Златко Матеша (27 травня 1997)[4]
- Звонимир Червенко (10 листопада 1996)[5]
- Янко Бобетко (28 травня 1995)[6]
- Франьо Ґреґурич (28 травня 1995)[6]
- Хрвоє Шаринич (28 травня 1995)[6]
- Гойко Шушак (28 травня 1995)[6]
- Нікіца Валентич (28 травня 1995)[6]
- Владимир Шекс[7]